# Yahra (ciudad)
Al Yahra (árabe: جهراء) es una ciudad situada 32 kilómetros (20 millas) al oeste de la ciudad de Kuwait, en Kuwait. Al Yahra es la capital de la gobernación homónima de Al Yahra, así como del distrito de Al Yahra que se basa en la agricultura. Encyclopædia Britannica registra la población en 1980 como 67311. Sin embargo, desde la Guerra del Golfo, la población ha aparecido haber disminuido, con una población de 14.658 personas registradas en 1995 y una estimación de 24.281 a partir de 2009.